# Geschubde babbelaar
De geschubde babbelaar (Turdoides squamulata) is een zangvogel uit de familie Leiothrichidae.

## Verspreiding en leefgebied
Deze soort komt voor in oostelijk Afrika en telt drie ondersoorten:
- T. s. jubaensis: zuidelijk Ethiopië en zuidelijk Somalië.
- T. s. carolinae: zuidoostelijk Ethiopië en het zuidelijke deel van Centraal-Somalië.
- T. s. squamulata: uiterst zuidelijk Somalië, de Keniaanse kust en noordoostelijk Tanzania.

## Status
De grootte van de populatie is niet gekwantificeerd maar de soort wordt omschreven als vrij algemeen. Op de Rode lijst van de IUCN heeft deze soort de status niet bedreigd.